# Джонс, Дэвид Иан
Дэвид Иан Джонс (англ. David Ian Jones; род. 22 марта 1952, Лондон) — британский политик, министр по делам Уэльса в первом кабинете Дэвида Кэмерона (2012—2014).

## Биография
Родился в 1952 году в Лондоне в валлийской семье, с раннего детства жил в Северном Уэльсе. Получив юридическое образование в Университетском колледже Лондона, открыл частную практику в Лландидно, являясь старшим партнёром в адвокатском бюро.
В 2002 году избран в Национальную ассамблею Уэльса от округа залива Кардифф, заменив ушедшего на покой Рода Ричардса, и оставался депутатом до 2003 года. В 2005 году избран в Палату общин от округа Западный Клуйд, подтвердив затем свой мандат на выборах 2010 года.
4 сентября 2012 года назначен министром по делам Уэльса в первом кабинете Дэвида Кэмерона.
14 июля 2014 года в ходе массовых кадровых перестановок в правительстве Кэмерон освободил Дэвида Джонса от занимаемой должности и назначил на его место Стивена Крэбба.
В ходе подготовки к референдуму о членстве Великобритании в Европейском союзе Джонс возглавлял валлийскую часть кампании Vote Leave («Голосуйте за выход»), и 17 июля 2016 года назначен младшим министром по вопросам выхода из Европейского Союза в первом кабинете Терезы Мэй.
12 июня 2017 года освобождён от занимаемой должности при формировании второго кабинета Мэй после досрочных парламентских выборов.
С 1982 года Джонс женат на Саре Тюдорс, бывшей медсестре. У супругов двое сыновей.